# Eduardo Parra Ramírez
Eduardo Parra Ramírez (Ciudad de México, 1970) es un escritor mexicano.

## Biografía
Cursó estudios de cine y es egresado de la Escuela de Escritores de la Sogem. Ha sido realizador de cortometrajes, promotor cultural, guionista radiofónico, docente y editor.
Tras un breve paso por la música, estudió guionismo y realización cinematográfica. A mediados de los años noventa abandonó su incipiente carrera de cineasta. Desde entonces se dedica a escribir y enseñar literatura. Ha publicado novela, poesía, cuento, ensayo, crítica de cine y teatro. 
Es maestro y presidente fundador de la Escuela Mexicana de Escritores.

## Obra
- Palabras sobrevivientes (Ediciones Eón, México, 2006) Poesía
- “Dos hombres solos” en Sin mirar atrás. Veinte cuentistas ante el viaje sin retorno (Ediciones Eón, México, 2006) Cuento
- Vacaciones en escombros. Once recorridos por el cuento adicto (Ediciones Eón, México, 2007) Compilador, prologuista, coautor
- “Una de las nueve faltas dentro del área” en Cuentos del taller instantáneo, Varios autores (Gobierno del Distrito Federal, México, 2007) Cuento
- “No tengo tiempo” en Literatura Hiperbreve 4, Varios autores (Pompas de papel, Logroño, España, 2008) Cuento
- Cuentos de México (Editorial Sodobnost, Liubliana, Eslovenia, 2008) Compilación y prólogo
- La ira del filósofo (El Guardagujas, Conaculta, México, 2009) Novela
- Breve antología poética (Ediciones del Lobo, México, 2009) Poesía
- “El final de la novela” en Estación Central bis (Ficticia, México, 2009) Cuento
- El final de la novela y Operación basura (Amphibia, Barcelona, España, 2010) Cuento
- La ira del filósofo (Ediciones B, México, 2013) Novela
- Refractario (Malpaís, México, 2016) Poesía

## Premios
- Calendario Azteca de Oro a la mejor realización cultural radiofónica, 1993
- Mención Honorífica en el Certamen Internacional de cuento Juana Santacruz, 2006
- Premio Nacional Ignacio Manuel Altamirano de Poesía, 2007
- Premio Internacional de cuento hiperbreve “Pompas de papel”, 2008
- Premio Nacional Juan Rulfo para primera novela, 2008
- Trabajo ganador en el Segundo Certamen de Cuento "Estación Central", Ficticia, 2009